# Beibulat Taimijew
Beibulat Taimijew (russisch Бейбулат Таймиев, wiss. Transliteration Bejbulat Tajmiev; geb. 1779; gest. 1831) war ein tschetschenischer militärischer und politischer Führer, Teilnehmer am kaukasischen Krieg und Diplomat mit Russland.

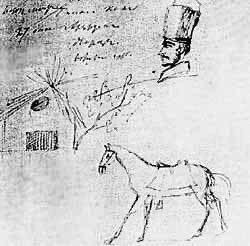
Zeichnung von A. S. Puschkin mit dem Profil von Beibulat Taimijew (1829)

Beibulat Taimijew wurde 1779 geboren. Er war etwa drei Jahrzehnte politisch aktiv. Er kämpfte für Unabhängigkeit und faire Beziehungen zu Russland. Sympathisanten mit seinen Ansichten waren Alexander Puschkin, Alexander Gribojedow, die Dekabristen, und später Michail Lermontow und Leo Tolstoi.
Beibulat Taimijew wurde 1829 von Puschkin in seiner Beschreibung seiner Reise nach Erzurum (russisch Путешествие в Арзрум) erwähnt:

„Der ruhmreiche Beibulat, der Schrecken des Kaukasus, kam mit zwei Ältesten der tscherkessischen Dörfer, die sich während der letzten Kriege aufgelehnt hatten, nach Erzurum. Sie speisten mit Graf Paskewitsch. Beibulat war ein Mann von etwa fünfunddreißig Jahren, klein und breitschultrig. Er spricht kein Russisch oder gibt vor, es nicht zu sprechen. Seine Ankunft in Erzurum hat mich sehr gefreut: Sie war bereits ein Garant für meine sichere Durchreise durch die Berge und die Kabarda.“